# Aéroport de Klagenfurt
L'aéroport de Klagenfurt est l'aéroport de la ville de Klagenfurt dans le Land de Carinthie en Autriche.

## Situation
| \| 20 km1:1 859 000 \| Graz Innsbruck Klagenfurt Linz Salzbourg Vienne-Schwechat |
| 20 km1:1 859 000                                                                 |

## Statistiques
Pour des raisons techniques, il est temporairement impossible d'afficher le graphique qui aurait dû être présenté ici.

Voir la requête brute et les sources sur Wikidata.

## Compagnies et destinations
| Compagnies        | Destinations                                                                                               |
| ----------------- | --- |
| Avanti Air        | En saison charter: Paros, Skiathos-A. Papadiamándis                                                        |
| Austrian Airlines | Vienne-Schwechat                                                                                           |
| Eurowings         | Cologne/Bonn-K. Adenauer                                                                                   |
| Liliair           | Francfort, Hambourg-H.-Schmidt, Munich-F. J. Strauß                                                        |
| Ryanair           | Londres-Stansted En saison: Alicante-Elche, Charleroi Bruxelles-Sud, Dublin, Manchester, Palma de Majorque |
| Transavia         | En saison: Rotterdam-La Haye                                                                               |

Édité le 10/04/2018  Actualisé le 30/01/2023